# Хара-Алдан
Хара́-Алда́н (якут. Хара-Алдан) — село в Таттинском улусе Якутии России. Административный центр и единственный населённый пункт Хара-Алданского наслега.

## География
Село расположено на северо-востоке центральной части региона, на севере Таттинского улуса, по левому берегу реки Алдан, на расстоянии 150 км от села Ытык-Кюёль, административного центра улуса.

## История
Согласно Закону Республики Саха (Якутия) от 30 ноября 2004 года N 173-З N 353-III село возглавило образованное муниципальное образование Хара-Алданский наслег.

## Население
| 2002 | 2010 | 2011 | 2012 | 2013 | 2014 | 2015 | 2016 | 2017 | 2018 | 2019 |
| ---- | ---- | ---- | ---- | ---- | ---- | ---- | ---- | ---- | ---- | ---- |
| 337  | ↘322 | →322 | ↘311 | ↘304 | ↘296 | ↘292 | →292 | ↘288 | →288 | ↘287 |
| 2020 | 2021 |      |      |      |      |      |      |      |      |      |
| ↘283 | ↘277 |      |      |      |      |      |      |      |      |      |

### Национальный состав
Согласно результатам переписи 2002 года, в национальной структуре населения якуты составляли 81 % из 337 чел.

## Улицы
- ул. Лесная,
- ул. Набережная,
- ул. Новая,
- ул. Северная,
- ул. Южная.

## Экономика
Животноводство (мясо-молочное скотоводство, мясное табунное коневодство).

## Транспорт
Автомобильный и речной транспорт. Автодорога муниципального значения «Булун — Хара-Алдан». Переправа через реку Алдан.